# Bernardo Alfonsel
Bernardo Alfonsel López (Getafe, 24 de febrero de 1954). Fue un ciclista  español, profesional entre 1977 y 1987, cuyo mayor éxito deportivos lo logró en   la Vuelta a España donde conseguiría una victoria de etapa en la edición de 1979.
Como corredor amateur participó en los Juegos Olímpicos de 1976 celebrados en Montreal, donde obtuvo el décimo puesto en la prueba de fondo en carretera.

## Palmarés
| 1975 - Vencedor de una etapa en el Gran Premio Guillermo Tell 1976 - Vencedor de 2 etapas en la Vuelta a Chile 1977 - G.P. Llodio 1979 - 1 etapa en la Vuelta a España 1980 - Prólogo en la Vuelta a Castilla - Vencedor de una etapa en el Gran Premio del Midi Libre 1981 - 3º de la Clasificación General de la Vuelta a Castilla |

## Resultados en las grandes vueltas
| Carrera         | 1977 | 1978 | 1979 | 1980 | 1981 | 1982 | 1983 | 1984 | 1985 | 1986 |
| --------------- | ---- | ---- | ---- | ---- | ---- | ---- | ---- | ---- | ---- | ---- |
| Giro de Italia  | -    | -    | -    | -    | -    | -    | -    | -    | -    | -    |
| Tour de Francia | FC   | 46.º | 79.º | 57.º | 69.º | 67.º | -    | 98.º | -    | -    |
| Vuelta a España | 39.º | 13.º | 23.º | 35.º | -    | 17.º | Ab.  | -    | 40.º | 81.º |